# Sonsoles Artigas
Sonsoles Artigas Mederos (...) è una modella spagnola, eletta Miss Spagna nel 1987.

## Biografia
Eletta Miss Spagna nel 1987, quando stava studiando per diventare hostess, dopo il titolo Sonsoles Artigas ha lavorato nel mondo della moda e della televisione, mentre ha continuato a studiare Economia e Commercio. Dirige e presenta la rubrica Benvenuti a bordo in onda sulla stazione radio delle Canarie, PCL Radio, e nel 2008 ha partecipato al film Que parezca un accidente del regista Gerardo Herrero, al fianco di Carmen Maura e Federico Luppi. Ha partecipato inoltre ai concorso internazionali di Miss Mondo 1987 e Miss Universo 1988. Nel 2007 ha fatto parte della giuria di Miss Spagna.